# 奥泽尔·琼斯
奥泽尔·琼斯（英語：Ozell Jones，1960年11月20日—2006年9月7日），美国NBA联盟职业篮球运动员。他在1984年的NBA选秀中第4轮第90顺位被圣安东尼奥马刺选中。2006年9月7日，他被亲属发现死在自己的公寓内，享年45岁。根据警方报告，琼斯因为上身重担流血过多致死。该案调查依然悬而未决。